# Паузин, Ильзе
Ильзе Паузин-Ульрих (нем. Ilse Pausin; 7 февраля 1919 года, Вена, Австрия — 6 августа 1999 года) — австрийская и немецкая фигуристка, выступавшая в парном разряде. В паре с братом Эриком Паузином, она — серебряный призёр зимних Олимпийских игр в Гармиш-Партенкирхене, пятикратный серебряный призёр чемпионатов мира 1935 — 1939, трёхкратный серебряный призёр чемпионатов Европы 1937 — 1939 и шестикратная чемпионка Австрии 1936 — 1941.

## Результаты выступлений
| Соревнования        | 1935 | 1936 | 1937 | 1938 | 1939 | 1940 | 1941 |
| ------------------- | ---- | ---- | ---- | ---- | ---- | ---- | ---- |
| Олимпийские игры    |      | 2    |      |      |      |      |      |
| Чемпионаты мира     | 2    | 2    | 2    | 2    | 2    |      |      |
| Чемпионаты Европы   | 4    |      | 2    | 2    | 2    |      |      |
| Чемпионаты Германии |      |      |      |      | 2    |      | 2    |
| Чемпионаты Австрии  | 2    | 1    | 1    | 1    | 1    | 1    | 1    |